# ژانگ شیائوآن
ژانگ Xiaohuan (انگلیسی: Zhang Xiaohuan؛ زادهٔ ۱۹ اوت ۱۹۸۰) ورزشکار شنای موزون اهل چین است.
وی در مسابقات کشوری و بین‌المللی در مجموع برندهٔ ۱ مدال طلا، ۲ مدال نقره، ۳ مدال برنز شده‌است.